# 我是这样长大的
《我是这样长大的》是香港艺人劉德華于1995年发表的一本散文书籍，主要描写了他对人生各方面的感悟，里面附有许多张他的个人写真照片。书中13个目录标题都来自于他于1995年发行的粤语翻唱唱片《Memories》里的歌曲名，劉德華在文中写道“十三首歌都是旧歌金曲，曾经在香港的乐坛上独领风骚。金曲流行的年代，正好是我个人的成长年代，从念书、训练班，至演出的《神雕侠侣》以至今天，这些歌曲实实在在地印证了我的青春岁月。”散文集于香港出版后取得了很好的市场反应，在短短的一个月内文集已加印到第四版。

## 内容